# جائزة إيطاليا الكبرى 1950
جائزة إيطاليا الكبرى 1950 هو سباق فورمولا 1 أقيم بتاريخ 3 سبتمبر 1950 في حلبة مونزا، إيطاليا. كان السابع من أصل 7 في بطولة العالم لسباقات الفورمولا واحد موسم 1950. حلّ الإيطالي جوزيبي فارينا أولا.